# 2773 Brooks
2773 Brooks è un asteroide della fascia principale. Scoperto nel 1981 da Carolyn Shoemaker, presenta un'orbita caratterizzata da un semiasse maggiore pari a 2,3275784 UA e da un'eccentricità di 0,1420130, inclinata di 3,67089° rispetto all'eclittica.
L'asteroide è stato così nominato in onore dell'astronomo statunitense William Robert Brooks.